# 纳塔利娅·维克托罗芙娜·纳扎罗娃
纳塔利娅·维克托罗芙娜·纳扎罗娃（羅馬化：Natal'ya Viktorovna Nazarova；1979年5月26日—）是一名俄罗斯田径短跑运动员。她曾代表俄罗斯参与众多国际赛事。
2017年，根据国际奥委会的决定，由于安东宁娜·克里沃沙普卡的样本中发现兴奋剂，俄罗斯队被取消资格，她也因此被剥夺了2012年奥运会4×400米接力赛银牌。